# 24712 Boltzmann
24712 Boltzmann (1991 RP3) là một tiểu hành tinh vành đai chính được phát hiện ngày 12 tháng 9 năm 1991 bởi F. Borngen và L. D. Schmadel ở Tautenburg.